# Distretto di Eráti
Il distretto di Eráti è un distretto del Mozambico, facente parte della Provincia di Nampula.